# Joseph von Weber (Naturforscher)

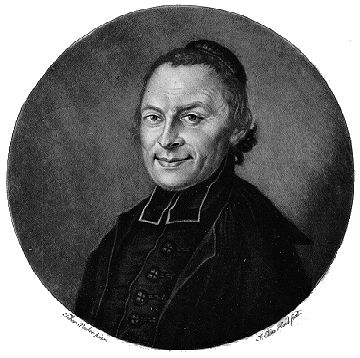
Joseph von Weber

Joseph von Weber (* 23. September 1753 in Rain; † 14. Februar 1831 in Augsburg) war ein deutscher Naturwissenschaftler und katholischer Geistlicher.
Weber verbrachte einen Teil seiner Jugend in Bingen, wo sein Onkel als Pfarrer wirkte. 1764 wechselte er an das Gymnasium im Benediktinerkloster Heilig Kreuz, zu Donauwörth, wo er ein Schüler von Beda Mayr wurde. Von 1770 bis 1772 studierte er am Augsburger Jesuitenkolleg, wechselte von 1773 bis 1777 an die Universität Dillingen und empfing 1776 die Priesterweihe. In der Folgezeit erwarb er Doktorgrade der Theologie und Philosophie. Zunächst wirkte er in Dillingen, später in Ingolstadt sowie Landshut als Professor für Physik und Chemie. Daneben war er als Autor naturwissenschaftlicher Werke tätig. 1778 veröffentlichte er eine Arbeit über einen von ihm erfundenen Luft-Electrophor.
1811 wurde Joseph Weber Pfarrer in Wittislingen, 1817 Dekan. Ab 1821 bekleidete er verschiedene leitende Ämter der Diözese Augsburg. Er war Domkapitular, Generalvikar sowie Domdekan und wurde 1826 durch Verleihung des Ritterkreuzes vom Verdienstorden der Bayerischen Krone, in den persönlichen Adelsstand erhoben. Weber trug außerdem den bayerischen Ludwigsorden und gehörte als Ehrenmitglied der Bayerischen Akademie der Wissenschaften an. 1821 wurde er zum Mitglied der Deutschen Akademie der Naturforscher Leopoldina gewählt. Im Hohen Dom zu Augsburg erinnert ein Gedenkstein an den Domdekan und Generalvikar. In seiner Geburtsstadt Rain ist ihm zu Ehren seit 1946 die Josef-Weber-Straße benannt.